# Fairfax (Virginie)
 (septembre 2013).
Le contenu est difficilement compréhensible vu les erreurs de traduction, qui sont peut-être dues à l'utilisation d'un logiciel de traduction automatique.
Pour les articles homonymes, voir Fairfax.
Fairfax est une ville américaine indépendante située dans le nord du Commonwealth de Virginie formant une enclave au sein du comté de Fairfax tout en étant le siège de ce comté. La population de la ville était estimée en 2010 à 22 565 habitants. En mai 2009, Fairfax est classée numéro 3 dans le "Top 25 des endroits où bien vivre" du magazine Forbes Le magazine Forbes recommande Fairfax pour son système scolaire public, son salaire médian élevé et un taux de propriété par tête classant la ville dans le 1er% à l'échelon national.

## Histoire

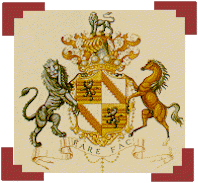
Armoiries de Thomas Fairfax, 6e lord Fairfax de Cameron, adapté en l'officiel sceau du comté de Fairfax, Virginie.

La ville prend son nom de Thomas Fairfax, à qui furent donnés 5 millions d'acres (20 000 km2) de terres en Virginie du nord par le roi Charles.
Le site de la ville de Fairfax englobe aujourd'hui les terrains des fermiers du début du XVIIIe siècle, dans l'est de la Virginie.
La ville fut établie comme la "Ville de la Providence" par un acte de législature de 1805. Elle est officiellement renommée "Ville de Fairfax" en 1874, et devient une ville indépendante en 1961.
En 1904, une ligne de transport à chariot est construite, reliant Fairfax à Washington.

### Bâtiments importants

#### Le palais de justice
L'ancien palais de justice de comté de Fairfax est le bâtiment le plus ancien. Le premier palais est construit en 1742 près de Tysons Corner, c'est l'homonyme de l'"Old Courthouse Road". Le palais est bâti à l'intersection de la Gallows Road. C'est aujourd'hui une importante route de banlieue, mais à l'époque, cette route était celle que les prisonniers condamnés à la potence empruntaient. Cette potence était située devant l'ancien palais de justice.
En 1752, le palais de justice est transféré à Alexandria, qui proposait d'en bâtir un nouveau à ses frais. Le palais de justice a été déplacé à cause des "hostilités Indiennes" (notées sur la pierre du coin nord-ouest de l'intersection de Gallows Road et la Route 123). Le palais de justice fut opérationnel à cet endroit jusqu'en 1790, quand la Virginie céda le terrain du palais de justice pour la création de Washington. L'assemblée générale spécifia que le nouveau palais de justice serait situé dans le centre du comté et situé sur des terres données par le fondateur de la ville Richard Ratcliffe.Le palais de justice changea de main à maintes reprises pendant la Guerre de Sécession, et la première mort d'un officier, John Quincy Marr, eut lieu sur ces terres.
Sa conception fut utilisée comme prototype pour de nombreux palais de justice de Virginie construits entre 1800 et 1850. La première séance de la cour de Fairfax fut tenue le 21 avril 1800. Pendant la guerre de Sécession, le palais de justice fut utilisé par les forces de l'Union comme quartier général militaire, ce qui entraîna la perte ou l'endommagement de beaucoup d'archives. Le bâtiment original du Palais de Justice fut utilisé comme la « Cour des relations juvéniles domestiques du comté de Fairfax » jusqu'à 2009, au moment où la cour est transférée au palais de justice principal. Le vieux bâtiment est aujourd'hui utilisé pour des bureaux.

#### L'école élémentaire
Un autre bâtiment est considéré comme l'un des plus anciens de la ville : l'école élémentaire. En 1873, l'école élémentaire de Fairfax est le bâtiment à deux étages le plus ancien de la ville, elle est construite pour la somme de 2,750 $. Cet édifice reflète la nouvelle ère de l'éducation publique et gratuite en Virginie et l'expansion de Fairfax.
Au fil des années, le bâtiment scolaire change de fonction : il est utilisé pour des cours d'éducation pour adultes, il sert de logements et même de centre de formation pour la police.
Le 4 juillet 1992, il est rénové et devient non seulement le Musée de Fairfax, mais aussi l'office de tourisme de la ville.

#### L'ancienne mairie
L'ancienne mairie est la pierre angulaire sociale et architecturale de Fairfax. Joseph Edward Willard la construisit en 1900 en cadeau à Fairfax. Elle abrite aujourd'hui la bibliothèque Huddleson, la "Fairfax Art League" et elle peut être louée pour des mariages ou des réunions professionnelles.

### Sites répertoriés sur le registre national des lieux historiques
| Site | Année de construction | Adresse                            | Répertorié en |
| --- | --------------------- | ---------------------------------- | ------------- |
| 29 Diner (Tastee 29 Diner)                                                                                        | 1947                  | 10536 Fairfax Boulevard            | 1992          |
| Blenheim | environ 1855          | 3610 Old Lee Highway               | 2001          |
| Quartier historique de la Ville de Fairfax                                                                        |                       | Jonction de la VA 236 et la VA 123 | 1987          |
| Ancienne cour de Justice du comté de Fairfax * (aujourd'hui Cour Juvénile)                                        | 1800                  | 4000 Chain Bridge Road             | 1974          |
| Ancienne prison du comté de Fairfax*                                                                              | 1891                  | 10475 Main Street                  | 1981          |
| École publique de Fairfax (annexe de l'ancienne école élémentaire de Fairfax                                      | 1873                  | 10209 Main Street                  | 1992          |
| Maison Ratcliffe-Allison                                                                                          | 1812                  | 10386 Main Street                  | 1973          |
| * L'ancien palais de justice et l'ancienne prison se situent dans une enclave du comté à l'intérieur de la ville. |                       |                                    |               |

## Géographie
D'après le Bureau du recensement des États-Unis, Fairfax couvre une aire totale de 16 km2 (6,3 mi2).
Alors que la ville est le siège du comté, une petite partie du comté, comprenant le complexe du palais de justice, la prison et une petite étendue avoisinante, constitue une enclave du comté à l'intérieur de la ville,,. Fairfax County's Government Center est situé à l'ouest de la ville de Fairfax.

## Démographie
D'après le recensement de 2010, Fairfax était une ville de 22 565 habitants, 8 347 ménages et 5 545 familles. La densité était de 1 382,9 hab./km2.
D'après le Bureau du recensement des États-Unis, les ratios raciaux de la ville étaient 69,6 % de Blancs, 15,2 % d'Asiatiques, 4,7 % d'Africains-Américains, 0,5 % d'Américains natifs, 5,9 % d'autres races, 4,0 % de deux races ou plus.
15,8 % de la population était Hispanique ou Latino.
En 2000, parmi les 8 347 ménages, 28,2 % avaient des enfants de moins de 18 ans vivant avec eux, 53,1 % étaient des couples mariés, 9,6 % étaient des femmes seules et 33,6 % était liés par des liens non-familiaux. 24 % des ménages étaient constitués de personnes seules et 8,4 % avaient une personne seule de plus de 65 ans.
La taille du ménage moyen est de 2,64 et la taille de la famille moyenne est 3,11.
Parmi les habitants, 20,4 % ont moins de 18 ans, 10,2 % ont entre 18 et 24 ans, 36,2 % entre 25 et 44 ans, 27,6 % entre 45 et 64 ans et 13,6 % ont plus de 65 ans. L'âge médian est de 39,1 ans. Pour 100 femmes, il y a 97,2 hommes et pour 100 femmes de plus de 18 ans, il y a 95,5 hommes.
Le revenu médian pour un ménage est de 67,642 $ et le revenu médian d'une famille est de 78,921 $ (ces chiffres ont augmenté respectivement à 93,441 $ et 105,046 $ d'après une estimation de 2007).
Les hommes ont un revenu médian de 50,348 $ contre 38,351 $ pour les femmes. Le revenu par tête de la ville est de 31,247 $. Environ 2,4 % des familles et 5,7 % de la population se trouvent sous le seuil de la pauvreté, dont 4,3 % de moins de 18 ans et 2,1 % de plus de 65 ans.

## Économie
La vieille ville de Fairfax a subi un redéveloppement massif, commençant en 2005. Il a ajouté une nouvelle ville, plus de 4,200 m2 de boutiques et restaurants et plus de 6,500 m2 de bureaux et 85 appartements résidentiels haut de gamme.
En mai 2009, la ville de Fairfax est classée no 3 du "Top 25 des lieux où bien vivre" par Forbes Magazine. Forbes recommande Fairfax pour son système scolaire public, son salaire médian élevé, et un taux de propriété terrienne par tête qui la classe dans le premier pour-cent à l'échelon national. D'après le magazine, "Ces facteurs sont de plus en plus importants pendant une récession. Quand les affaires et l'emploi reculent, comme c'est le cas au niveau national, les municipalités avec de bonnes disponibilités pour les start-ups, et celles qui offrent de bons équipements sont mieux adaptées pour se remettre de périodes d'économie en berne, puisqu'il y a suffisamment d'activité pour combler le vide."
En outre, ExxonMobil possède un bureau à Annandale, près de Fairfax,. Le bureau, appartenant à l'origine à Mobil, fusionne avec ExxonMobil en 1999.

### Meilleurs employeurs
D'après le rapport financier de la ville datant de 2009, les meilleurs employeurs de la ville sont :
| #  | Employeur                            | # d'employés |
| -- | ------------------------------------ | ------------ |
| 1  | SunTrust                             | 450          |
| 2  | City of Fairfax                      | 350          |
| 3  | Administration des services généraux | 300          |
| 4  | Verizon Wireless                     | 260          |
| 5  | Fairfax Nursing Center               | 250          |
| 6  | Ted Britt Ford                       | 250          |
| 7  | INova Care Center                    | 210          |
| 8  | Fairfax Honda                        | 200          |
| 9  | Brown's Automotive Group             | 200          |
| 10 | Mid-Atlantic Cars                    | 200          |

## Arts et culture

### Événements annuels
- Chocolate Lovers Festival (Festival des amoureux du chocolat)

Le festival annuel des amoureux du chocolat se tient au cœur de la vieille ville de Fairfax début mars. Les événements comprennent des spectacles artisanaux, des visites de bâtiments historiques, des activités pour les enfants, des vendeurs de divers produits faits en chocolat, et même des concours de sculptures en chocolat.
- Fairfax Civil War Day (Mémorial de la guerre de Sécession de Fairfax)

À chaque printemps, un camp de reconstitution de la guerre de Sécession est mis en place sur le terrain de Blenheim, propriété historique de la ville. Le campement comprend des rassemblements militaires, des tirs d'essai et autres démonstrations.
- Fairfax Spotlight on the Arts (Vision sur les Arts)

Chaque année, en avril, Fairfax, en coopération avec l'université George Mason, la Northern Virginia Community College et les écoles de Fairfax, sponsorisent ce festival. Il se déroule sur trois semaines et met en scène des concerts de musique, danse, arts, et de chorales. Les événements se déroulent à travers la ville et les universités.
- National Trails Day

En juin, ce jour célèbre les sentiers, espaces ouverts et parcs de la ville de Fairfax.
- Independence Day Celebration Parade and Evening Show (Célébration de l'Indépendance et spectacle nocturne)

Les plus grands défilés et feux d'artifice de la région métropolitaine de Washington se déroulent à Fairfax. Durant la journée, les événements incluent un défilé à travers la vieille ville, des visites des bâtiments historiques et musées de la ville, un "Old Fashioned Fireman's Day" à la caserne des pompiers, et un concert et des feux d'artifice au lycée de Fairfax.
- Irish Festival (Festival Irlandais)

En septembre, se tient dans la vieille ville de Fairfax un festival de chansons, danses et musique irlandaises et celtiques.
- Fall for the Book Festival(Festival du Livre automnal)

Chaque automne, cet événement comprend des lectures, discussions, conférences et expositions d'écrivains et professionnels reconnus nationalement, dans la ville même, à l'université George Mason, et à travers la région métropolitaine de Washington. Deux programmes de lecture communautaires coordonnent "Tout Fairfax lit", par la bibliothèque du comté de Fairfax, "Mason lit" à l'université George Mason.
- Fall Festival (Festival d'automne)

Il se tient au centre-ville historique de Fairfax le deuxième samedi d'octobre. Cet événement comprend plus de 500 arts, artisanats, vendeurs, et se tient la plupart du temps à l'extérieur, dans les rues de la ville. Il réunit entre 35 000 et 45 000 personnes.
- The Holiday Craft Show

Le festival se tient au lycée de Fairfax, les troisièmes samedi et dimanche de novembre. Des centaines de commerçants artisans sont présents. Il y a en général entre 8 000 et 10 000 personnes.
- Festival of Lights & Carols (Fête des lumières et des chœurs)

Le premier samedi de décembre, la ville accueille une fête des lumières, comprenant des photos avec le Père Noël, des chants, des bûches de Noël, du cidre chaud, l'illumination de la ville et du sapin.

### Personnalités liées à la ville
- Hugh Everett, physicien, est décédé à Fairfax ;
- Jim Ricca, joueur de football américain, est décédé à Fairfax ;
- John Jackson, chanteur et guitariste de blues, est décédé à Fairfax ;
- Kate Ziegler, nageuse, est née à Fairfax ;
- Roy Buchanan, guitariste, est décédé à Fairfax ;
- Sabrina Lloyd, actrice, est née à Fairfax ;
- Wyatt Toregas, joueur de basket-ball, est né à Fairfax ;
- Brian Kendrick, catcheur à la TNA ;
- Gerhard Klopfer, responsable du parti nazi et participant de la Conférence de Wannsee ;
- Mark Jenkins, street-artist célèbre pour ses installations ;
- Adam Birch, catcheur à la WWE ;
- TobyMac, chanteur, est né à Fairfax;
- Shaboozey, chanteur, est né à Fairfax;

## Gouvernement

### Installations du comté de Fairfax
Le centre gouvernemental du comté de Fairfax se trouve à l'ouest de la ville. Le comté de Fairfax compte une exclave située au centre de la ville, dans laquelle se trouvent de nombreuses installations, telles que le palais de justice ou la prison,.

## Éducation

### Établissements primaires et secondaires

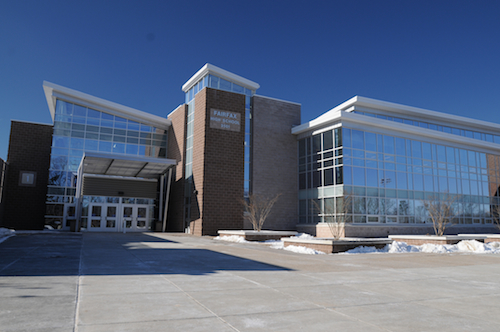
Fairfax High School

Les écoles publiques de Fairfax appartiennent à la ville mais sont administrées par le système du comté sous contrat. L'U.S. News & World Report classe souvent les établissements du comté de Fairfax parmi les meilleurs des États-Unis,.
Les établissements de Fairfax sont Fairfax High School, Lanier Middle School, Daniels Run Elementary School et Providence Elementary School.

### Collèges et universités
L'université George-Mason, la plus grande université du Commonwealth de Virginia, se situe juste au sud des frontières de la ville de Fairfax. La ville acquit 150 acres (0,61 km2) pour l'université en 1958, la propriété resta dans le comté quand Fairfax devint une véritable ville. En 1966, la GMU proposa des cursus de 4 ans juste à l'extérieur de la ville. En plus d'un nombre certain de bureaux administratifs, le campus dispose aussi d'installations telles que le complexe du centre pour les Arts de Fairfax, du Patriot Center, un centre aquatique et de fitness de 6,600 m2 et d'un complexe sportif.
Le Annandale campus du Northern Virginia Community College, le second plus grand collège multi-campus des États-Unis et la plus grande institution éducative de Virginie, se trouvent immédiatement à l'est des limites de la ville.

### Bibliothèques publiques
La Fairfax County Public Library comprend la Virginia Room, un ensemble de livres, photographies et manuscrits liés à l'histoire du comté, son gouvernement, la généalogie.

## Sports

### Rugby
Les Fairfax Eagles, l'équipe de rugby du club de Fairfax, jouent dans la American National Rugby League.